# Legotho
Legotho är ett periodiskt vattendrag i Botswana.   Det ligger i distriktet Central, i den östra delen av landet, 400 km norr om huvudstaden Gaborone.
Omgivningarna runt Legotho är huvudsakligen savann. Runt Legotho är det mycket glesbefolkat, med 6 invånare per kvadratkilometer.